# FK Dnepr Mahiljoŭ
FK Dnepr Mahiljoŭ (vitryska: Футбольны клуб НФК, Futbolnij Klub Dnepr Mahiljoŭ) är en vitrysk fotbollsklubb i Mahiljoŭ. 

## Historia
Klubben grundades 1960 och har vunnit den inhemska ligan, Vyssjaja Liga
Våren 2019 fusionerades klubben med Premier League-laget FK Luč Minsk, i avsikt att hålla staden Mahiljoŭ representerad i högsta divisionen. Den förenade klubben heter FK Dnyapro Mahiljoŭ. Det ärvde Luč Premier League spot och licens, deras sponsringar och de flesta av truppen, samtidigt som bara några få Dnepr-spelare behölls och flyttades till Mahiljoŭ.
Dnepr fortsätter med deltagande i ungdomsturneringar oberoende av Luč.

## Placering tidigare säsonger
| Säsong | Nivå | Liga          | Pos. | Referens |
| ------ | ---- | ------------- | ---- | -------- |
| 2015   | 2    | 1. liha       | 4    | [ 1 ]    |
| 2016   | 2    | 1. liha       | 2    | [ 2 ]    |
| 2017   | 1    | Vysshaya Liga | 12   | [ 3 ]    |
| 2018   | 1    | Vysshaya Liga | 16   | [ 4 ]    |

2020 (ombildad)
| Säsong | Nivå | Liga          | Pos. | Referens |
| ------ | ---- | ------------- | ---- | -------- |
| 2021   | 2    | 1. liha       | 5    | [ 5 ]    |
| 2022   | 1    | Vysshaya Liga |      | [ 6 ]    |